# Montaigu-les-Bois
Montaigu-les-Bois é uma comuna francesa na região administrativa da Normandia, no departamento Mancha. Estende-se por uma área de 6,67 km². Em 2010 a comuna tinha 230 habitantes (densidade: 34,5 hab./km²).